# Deklarativ hukommelse
Den deklarative hukommelse (eller eksplicit hukommelse) indgår sammen med nondeklarativ hukommelse under langtidshukommelsen. Denne siges at arbejde med bevidst eller eksplicit viden om fakta, begivenheder eller personlige oplevelser . Spædbørn udvikler deklarativ hukommelse relativt sent i deres første leveår, hvor de i den første tid i deres liv evner et mere primitivt hukommelsessystem der er mere implicit  .
I 2003 blev der lavet en undersøgelse og tests af amnestiske patienter. Denne undersøgelse blev lavet af Meulemans og Van der Linden som fandt ud af, at patienter med en skadet temporallap var dårlige i at løse opgaver hvor den deklarative er i brug. Patienterne klarede sig dog fint i kontrol testen og i den non-deklarative opgave, hvilket tyder på at temporallappen har en effekt på den deklarative læreevne, men ikke på den non-deklarative læreevne .

## De 2 undergrupperinger
I 1972 præsenterede Endel Tulving en vinkel på deklarativ hukommelse, som i dag er relevant . Han opdelte deklarativ hukommelse i 2 undergrupperinger kaldt semantisk og episodisk hukommelse .

### Semantisk hukommelse
Tulving forklarer, at den semantiske hukommelse er nødvendig for at mennesket kan benytte sig af sproget. Det er det system der knytter sig til sprogbrug og afspejler mikrodelene i det verbale og de regler der indgår således disse kan manipuleres og præsentere et minde. Semantisk hukommelse knytter sig til fakta og generel viden, f.eks. at man kan huske vands kogepunkt eller hvad hovedstaden i Sverige er. Der skelnes traditionelt mellem simpel og kompleks semantisk hukommelse. Simpelt formede semantik og viden om koncepter og kategorier såsom "hund" og "brødkniv" samt "firbenede dyr" og "køkkenknive" . Den komplekse semantiske hukommelse omhandler et vidensområde for en række af handlinger såsom et restaurantbesøg eller en forelæsning .

### Episodisk hukommelse
Tulving forklarer den episodiske hukommelse som værende autobiografiske begivenheder som beskrives i en relation og vil have en perceptuel dimension, da den er subjektiv . Den episodiske hukommelse arbejder altså med erindringer gennem oplevelser som er personlige . Disse erindringer refererer ofte tilbage på begivenheder der er sket i en kort periode, mens man visuelt kan forestille sig miljøet. En anden vigtig faktor er at man ved episodiske erindringer har en særlig selvoplevet kvalitet også kaldet, autonoetisk bevidsthed, som gør at man ved genkaldelse af et minde kan huske man selv har oplevet en samtale. Ved brug af episodisk erindring kan man bl.a. tilrettelægge sine fremtidige handlinger ud fra fortiden, og er derfor også et nyttigt middel til at træffe bedre valg .
En speciel gren inden for episodisk hukommelse er den autobiografiske hukommelse. Denne er en form for episodiske erfaring, som har givet en eller anden form for indtryk ift. at ens livssyn eller holdninger er ændret ved specielt betydningsfulde oplevelser .